# August Falckenberg
Martin August Falckenberg (* 13. April 1823 in Güstebiese, Kreis Königsberg/Neumark; † 1. August 1887 in Chobilien, Kreis Schubin) war ein preußischer Rittergutsbesitzer und Mitglied des Reichstags des Deutschen Kaiserreichs.

## Leben
Falckenberg war Besitzer des Ritterguts Chobilien im Kreis Schubin in der preußischen Provinz Posen. Bei der Reichstagswahl im Februar 1887 gewann er für die Nationalliberale Partei den Wahlkreis Bromberg 2 (Wirsitz, Schubin-Znin). Im August des gleichen Jahres verstarb er.